# Total: 1
Total: 1 — дебютный студийный альбом российской рок-группы Total, изданный 14 сентября 2001 года лейблом REAL Records. В феврале 2002 года альбом был переиздан под названием Total: 1+. Продюсером альбома является Максим Фадеев.

## Об альбоме
Прежде чем была начата работа над материалом для альбома Total: 1, группа Total уже имела на то время записанный материал для полноценного альбома, однако он был выполнен в стиле трип-хоп и продюсера пластинки Максима Фадеева такое звучание перестало удовлетворять, считая что на то время оно потеряло актуальность. Придерживаясь уже более рокового звучания, музыканты стали готовить совершенно новый материал на февраль — март 2001 года. Запись альбома проходила в Франкфурте и Праге, а также в Москве.
25 октября 2000 года прошли съёмки видеоклипа на песню «Не гони», которая была выпущена первой в поддержку альбома на радио 10 ноября 2000. Следом был снят видеоклип на песню «Камасутра», представленный в конце января 2001 года в двух версиях — телевизионной и нецензурной. Как отмечала позже вокалистка группы Марина Черкунова над работой этого клипа приходилось много спорить с режиссёром, поскольку упор делался на эпатажность и откровенность, а не на саму песню и жёсткие эмоции, которые она передаёт. В этот период также состоялся первый московский концерт группы, где были представлены практически все песни записанные для альбома, а также коллектив выступил на открытии московского концерта американской рок-группы Marilyn Manson.
В конце марта того же года песни группы «Алая-талая» и «Я смотрела вперёд» вошли в саундтрек к фильму «Триумф». Также в широкую радиоротацию поступила песня «Бьёт по глазам», на которую был создан пластилиновый видеоклип режиссёром-мультипликатором Максимом Свиридовым, который получился неоднозначным и был запрещён на телевидении. Вскоре была презентована вторая версия видеоклипа, созданная режиссёром Виталием Мухаметзяновым из арт-студии «Муха». С этой композицией группа обрела первую популярность.
Сотрудничество с арт-студией «Муха» продолжилось и в августе 2001 года было снято два очередных ролика — на песни «Ну, здравствуй» и «Уходим на закат». Примечательно, что видеоклип «Ну, здравствуй» был создан с помощью компьютерной программы Maya, использовавшейся при создании блокбастера «Матрица».
4 сентября 2001 года прошла презентация альбома в московском клубе «Б2», где также состоялась премьера видеоклипа «Уходим на закат», а также был показан запрещённый вариант видеоклипа «Бьёт по глазам». 8 сентября в свою очередь альбом был представлен в одном из киевских клубов. В альбом помимо десяти оригинальных композиции были включены четыре бонус-трека из забракованного ранее материала в стиле трип-хоп.
В декабре 2001 года был снят видеоклип на песню «Сердце в руках», которая позже вошла в переиздание альбома, изданного в феврале 2002 года. Помимо песни «Сердце в руках» переиздание включило в себя новую песню «Неважно». На эту песню также планировалось снять видеоклип, однако ограничилось всё ротацией песни на радио. Пластинка Total: 1 была номинирована на премию «Рекордъ» в 2002 году.
Особого успеха альбом не добился, несмотря на большую раскрутку и множество выпущенных песен в качестве радиосинглов. После выпуска альбома интерес продюсера Максима Фадеева в написании нового материала для группы угас.

## Реакция критики
Рецензент агентства InterMedia Алексей Мажаев отозвался об альбом в основном отрицательно, комментируя что «вся „альтернативность“ команды сводится к нескольким тяжелым риффам, над которыми оборжался бы Фред Дёрст», и что «вымученность энергетики заставляет прислушиваться к текстам и досадовать на их банальность». Также журналист сравнивал композицию «Я не дышу» со звучанием второго диска группы «Маша и Медведи», а в песне «Бьёт по глазам» он приметил звучание песен Children Роберта Майлза и Zombie The Cranberries.
Дмитрий Шпакович из портала music.com.ua положительно отозвался об альбоме, дав ему 8 из 10-ти возможных баллов. «Неожиданно тяжелые гитары, электронная ритм-секция и надрывно-выразительный вокал Марины Черкуновой цепляют весьма не по-детски» — комментировал автор, приметив сходство с певицей Линдой как музыкально, так и в отсутствии смысловой нагрузки песен. Он отдельно отметил композиции «Тоска», «Не гони», «Уходим на закат» и «Ты не говори о ней», а также упомянул об успехе композиции «Бьёт по глазам». Однако он поставил под сомнение перспективы группы и выпуск их второго альбома в будущем.

## Список композиций
Слова и музыка всех песен — Максим Фадеев, за исключением указанных иначе.
| №                   | Название                                                | Длительность |
| ------------------- | ------------------------------------------------------- | ------------ |
| 1.                  | «Ну, здравствуй»                                        | 3:28         |
| 2.                  | «Бьёт по глазам» (слова — Эрик Чантурия, Максим Фадеев) | 4:12         |
| 3.                  | «Тоска»                                                 | 4:56         |
| 4.                  | «Камасутра»                                             | 4:12         |
| 5.                  | «Уходим на закат»                                       | 4:07         |
| 6.                  | «Дальтоник»                                             | 3:40         |
| 7.                  | «С добрым утром»                                        | 4:20         |
| 8.                  | «Ты не говори о ней»                                    | 4:12         |
| 9.                  | «Не гони»                                               | 3:24         |
| 10.                 | «Дискотека»                                             | 3:25         |
| 11.                 | «Воздух» (trip-hop version)                             | 1:02         |
| 12.                 | «Я не дышу» (trip-hop version; слова — Глеб Самойлов)   | 4:22         |
| 13.                 | «Алая-талая» (trip-hop version; слова — Глеб Самойлов)  | 3:41         |
| 14.                 | «С добрым утром» (trip-hop version)                     | 4:01         |
| Общая длительность: | Общая длительность:                                     | 53:02        |

| №                   | Название                                                | Длительность |
| ------------------- | ------------------------------------------------------- | ------------ |
| 1.                  | «Сердце в руке»                                         | 4:04         |
| 2.                  | «Ну, здравствуй»                                        | 3:28         |
| 3.                  | «Бьёт по глазам» (слова — Эрик Чантурия, Максим Фадеев) | 4:12         |
| 4.                  | «Тоска»                                                 | 4:55         |
| 5.                  | «Камасутра»                                             | 4:12         |
| 6.                  | «Уходим на закат»                                       | 4:06         |
| 7.                  | «Дальтоник»                                             | 3:39         |
| 8.                  | «С добрым утром»                                        | 4:19         |
| 9.                  | «Ты не говори о ней»                                    | 4:11         |
| 10.                 | «Не гони»                                               | 3:24         |
| 11.                 | «Дискотека»                                             | 3:26         |
| 12.                 | «Я не дышу» (trip-hop version; слова — Глеб Самойлов)   | 4:22         |
| 13.                 | «Алая-талая» (trip-hop version; слова — Глеб Самойлов)  | 3:41         |
| 14.                 | «С добрым утром» (trip-hop version)                     | 4:02         |
| 15.                 | «Сердце в руке» (версия «Русского радио»)               | 4:04         |
| 16.                 | «Неважно»                                               | 3:28         |
| Общая длительность: | Общая длительность:                                     | 1:03:33      |

## Участники записи
В создании и записи альбома приняли участие следующие музыканты:
- Марина Черкунова — вокал
- Геннадий Гаев — гитара
- Анатолий Караваев — бас-гитара
- Евгений Никулин — ударные
- Анна Корнилова — диджеинг
- Максим Фадеев — продюсер, стихи, музыка, аранжировка
- Эрик Чантурия — стихи
- Глеб Самойлов — стихи
- Артём Фадеев — программирование, звукорежиссёр
- Andreas Kupfer — звукорежиссёр
- Александр Катынский — звукорежиссёр
- Николай Слободчиков — программирование
- Анатолий Мишаев — сведение
- Christoph Stickel — мастеринг
- Дмитрий Халап — директор проекта